# 男子棒高跳世界記録の推移
男子棒高跳の最初の世界記録は、1912年に国際陸上競技連盟により認められた。
2009年6月21日現在、71の世界記録がIAAF（現在のワールドアスレチックス）により承認されている。
1950年代初頭にファイバーグラスやカーボンファイバーなどの合成物質で作られた柔軟なポールが導入され、より高い記録が出るようになった。2000年以降、世界陸上競技大会では棒高跳の世界記録に屋内と屋外の区別は無くなったが、遡及的には適用されなかった。
現在の記録の6.29mは、スウェーデンのアルマンド・デュプランティスが2025年8月13日にハンガリーグランプリで記録したものである。

## 記録の推移
| 記録                                   | 選手                           | 国             | 記録地                               | 記録日         | #  |
| -------------------------------------- | ------------------------------ | -------------- | ------------------------------------ | -------------- | -- |
| 4.02 m (13 ft 2+1⁄4 in)                | マーカス・ライト               | アメリカ       | アメリカ合衆国、ケンブリッジ         | 1912年6月8日   | 1  |
| 4.09 m (13 ft 5 in)                    | フランク・フォス               | アメリカ       | ベルギー、アントワープ               | 1920年8月20日  | 1  |
| 4.12 m (13 ft 6 in)                    | Charles Hoff                   | ノルウェー     | デンマーク、コペンハーゲン           | 1922年9月22日  | 1  |
| 4.21 m (13 ft 9+1⁄2 in)                | Charles Hoff                   | ノルウェー     | デンマーク、コペンハーゲン           | 1923年7月22日  | 2  |
| 4.23 m (13 ft 10+1⁄2 in)               | Charles Hoff                   | ノルウェー     | ノルウェー、オスロ                   | 1925年8月13日  | 3  |
| 4.25 m (13 ft 11+1⁄4 in)               | Charles Hoff                   | ノルウェー     | フィンランド、トゥルク               | 1925年9月27日  | 4  |
| 4.27 m (14 ft 0 in)                    | サビン・カー                   | アメリカ合衆国 | アメリカ合衆国、フィラデルフィア     | 1927年5月28日  | 1  |
| 4.30 m (14 ft 1+1⁄4 in)                | リー・バーンズ                 | アメリカ合衆国 | アメリカ合衆国、フレズノ             | 1928年4月28日  | 1  |
| 4.37 m (14 ft 4 in)                    | William Graber                 | アメリカ合衆国 | アメリカ合衆国、パロアルト           | 1932年7月16日  | 1  |
| 4.39 m (14 ft 4+3⁄4 in)                | Keith Brown                    | アメリカ合衆国 | アメリカ合衆国、ボストン             | 1935年6月1日   | 1  |
| 4.43 m (14 ft 6+1⁄4 in)                | George Varoff                  | アメリカ合衆国 | アメリカ合衆国、プリンストン         | 1936年7月4日   | 1  |
| 4.54 m (14 ft 10+1⁄2 in)               | Bill Sefton                    | アメリカ合衆国 | アメリカ合衆国、ロサンゼルス         | 1937年5月29日  | 1  |
| 4.54 m (14 ft 10+1⁄2 in)               | アール・メドウス               | アメリカ合衆国 | アメリカ合衆国、ロサンゼルス         | 1937年5月29日  | 1  |
| 4.60 m (15 ft 1 in)                    | Cornelius Warmerdam            | アメリカ合衆国 | アメリカ合衆国、フレズノ             | 1940年6月29日  | 1  |
| 4.72 m (15 ft 5+3⁄4 in)                | Cornelius Warmerdam            | アメリカ合衆国 | アメリカ合衆国、コンプトン           | 1941年6月26日  | 2  |
| 4.77 m (15 ft 7+3⁄4 in)                | Cornelius Warmerdam            | アメリカ合衆国 | アメリカ合衆国、モデスト             | 1942年5月23日  | 3  |
| 4.78 m (15 ft 8 in)                    | Robert Gutowski                | アメリカ合衆国 | アメリカ合衆国、パロアルト           | 1957年4月27日  | 1  |
| 4.80 m (15 ft 8+3⁄4 in)                | ドン・ブラッグ                 | アメリカ合衆国 | アメリカ合衆国、パロアルト           | 1960年7月2日   | 1  |
| 4.83 m (15 ft 10 in)                   | George Davies                  | アメリカ合衆国 | アメリカ合衆国、ボルダー             | 1961年5月20日  | 1  |
| 4.89 m (16 ft 1⁄2 in)                  | John Uelses                    | アメリカ合衆国 | アメリカ合衆国、サンタバーバラ       | 1962年3月31日  | 1  |
| 4.93 m (16 ft 2 in)                    | Dave Tork                      | アメリカ合衆国 | アメリカ合衆国、ウォルナット         | 1962年4月28日  | 1  |
| 4.94 m (16 ft 2+1⁄4 in)                | Pentti Nikula                  | フィンランド   | フィンランド、Kauhava                | 1962年6月22日  | 1  |
| 5.00 m (16 ft 4+3⁄4 in)                | Brian Sternberg                | アメリカ合衆国 | アメリカ合衆国、フィラデルフィア     | 1963年4月27日  | 1  |
| 5.08 m (16 ft 8 in)                    | Brian Sternberg                | アメリカ合衆国 | アメリカ合衆国、コンプトン           | 1963年6月7日   | 2  |
| 5.13 m (16 ft 9+3⁄4 in)                | John Pennel                    | アメリカ合衆国 | イングランド、ロンドン               | 1963年8月5日   | 1  |
| 5.20 m (17 ft 1⁄2 in)                  | John Pennel                    | アメリカ合衆国 | アメリカ合衆国、コーラルゲーブルズ   | 1963年8月24日  | 2  |
| 5.23 m (17 ft 1+3⁄4 in)                | フレッド・ハンセン             | アメリカ合衆国 | アメリカ合衆国、サンディエゴ         | 1964年6月13日  | 1  |
| 5.28 m (17 ft 3+3⁄4 in)                | フレッド・ハンセン             | アメリカ合衆国 | アメリカ合衆国、ロサンゼルス         | 1964年7月25日  | 2  |
| 5.32 m (17 ft 5+1⁄4 in)                | ボブ・シーグレン               | アメリカ合衆国 | アメリカ合衆国、フレズノ             | 1966年5月14日  | 1  |
| 5.34 m (17 ft 6 in)                    | John Pennel                    | アメリカ合衆国 | アメリカ合衆国、ロサンゼルス         | 1966年7月23日  | 3  |
| 5.36 m (17 ft 7 in)                    | ボブ・シーグレン               | アメリカ合衆国 | アメリカ合衆国、サンディエゴ         | 1967年6月10日  | 2  |
| 5.38 m (17 ft 7+3⁄4 in)                | Paul Wilson                    | アメリカ合衆国 | アメリカ合衆国、ベーカーズフィールド | 1967年6月23日  | 1  |
| 5.41 m (17 ft 8+3⁄4 in) （高地で記録） | ボブ・シーグレン               | アメリカ合衆国 | アメリカ合衆国、Echo Summit          | 1968年9月12日  | 3  |
| 5.44 m (17 ft 10 in)                   | John Pennel                    | アメリカ合衆国 | アメリカ合衆国、サクラメント         | 1969年6月21日  | 4  |
| 5.45 m (17 ft 10+1⁄2 in)               | ヴォルフガング・ノルトウイック | 東ドイツ       | ドイツ、ベルリン                     | 1970年6月17日  | 1  |
| 5.46 m (17 ft 10+3⁄4 in)               | ヴォルフガング・ノルトウイック | 東ドイツ       | イタリア、トリノ                     | 1970年9月3日   | 2  |
| 5.49 m (18 ft 0 in)                    | Christos Papanikolaou          | ギリシャ       | ギリシャ、アテネ                     | 1970年10月24日 | 1  |
| 5.51 m (18 ft 3⁄4 in)                  | Kjell Isaksson                 | スウェーデン   | アメリカ合衆国、オースティン         | 1972年4月8日   | 1  |
| 5.54 m (18 ft 2 in)                    | Kjell Isaksson                 | スウェーデン   | アメリカ合衆国、ロサンゼルス         | 1972年4月15日  | 2  |
| 5.55 m (18 ft 2+1⁄2 in)                | Kjell Isaksson                 | スウェーデン   | スウェーデン、ヘルシンボリ           | 1972年6月12日  | 3  |
| 5.63 m (18 ft 5+1⁄2 in)                | ボブ・シーグレン               | アメリカ合衆国 | アメリカ合衆国、ユージーン           | 1972年7月2日   | 4  |
| 5.65 m (18 ft 6+1⁄4 in)                | David Roberts                  | アメリカ合衆国 | アメリカ合衆国、ゲインズビル         | 1975年3月28日  | 1  |
| 5.67 m (18 ft 7 in)                    | Earl Bell                      | アメリカ合衆国 | アメリカ合衆国、ウィチタ             | 1976年5月29日  | 1  |
| 5.70 m (18 ft 8+1⁄4 in)                | David Roberts                  | アメリカ合衆国 | アメリカ合衆国、ユージーン           | 1976年6月22日  | 2  |
| 5.72 m (18 ft 9 in)                    | ウワディスワフ・コザキエビッチ | ポーランド     | イタリア、ミラノ                     | 1980年5月11日  | 1  |
| 5.75 m (18 ft 10+1⁄4 in)               | ティエリ・ビネロン             | フランス       | フランス、パリ                       | 1980年6月1日   | 1  |
| 5.75 m (18 ft 10+1⁄4 in)               | ティエリ・ビネロン             | フランス       | フランス、リール                     | 1980年6月29日  | 2  |
| 5.77 m (18 ft 11 in)                   | Philippe Houvion               | フランス       | フランス、パリ                       | 1980年7月17日  | 1  |
| 5.78 m (18 ft 11+1⁄2 in)               | ウワディスワフ・コザキエビッチ | ポーランド     | ソビエト連邦、モスクワ               | 1980年7月30日  | 2  |
| 5.80 m (19 ft 1⁄4 in)                  | ティエリ・ビネロン             | フランス       | フランス、マコン                     | 1981年6月20日  | 3  |
| 5.81 m (19 ft 1⁄2 in)                  | Vladimir Polyakov              | ソビエト連邦   | ソビエト連邦、トビリシ               | 1981年6月26日  | 1  |
| 5.82 m (19 ft 1 in)                    | ピエール・キノン               | フランス       | ドイツ、ケルン                       | 1983年8月28日  | 1  |
| 5.83 m (19 ft 1+1⁄2 in)                | ティエリ・ビネロン             | フランス       | イタリア、ローマ                     | 1983年9月1日   | 4  |
| 5.85 m (19 ft 2+1⁄4 in)                | セルゲイ・ブブカ               | ソビエト連邦   | チェコスロバキア、ブラチスラヴァ     | 1984年5月26日  | 1  |
| 5.88 m (19 ft 3+1⁄4 in)                | セルゲイ・ブブカ               | ソビエト連邦   | フランス、パリ                       | 1984年6月2日   | 2  |
| 5.90 m (19 ft 4+1⁄4 in)                | セルゲイ・ブブカ               | ソビエト連邦   | イングランド、ロンドン               | 1984年7月13日  | 3  |
| 5.91 m (19 ft 4+1⁄2 in)                | ティエリ・ビネロン             | フランス       | イタリア、ローマ                     | 1984年8月31日  | 5  |
| 5.94 m (19 ft 5+3⁄4 in)                | セルゲイ・ブブカ               | ソビエト連邦   | イタリア、ローマ                     | 1984年8月31日  | 4  |
| 6.00 m (19 ft 8 in)                    | セルゲイ・ブブカ               | ソビエト連邦   | フランス、パリ                       | 1985年7月13日  | 5  |
| 6.01 m (19 ft 8+1⁄2 in)                | セルゲイ・ブブカ               | ソビエト連邦   | ソビエト連邦、モスクワ               | 1986年7月8日   | 6  |
| 6.03 m (19 ft 9+1⁄4 in)                | セルゲイ・ブブカ               | ソビエト連邦   | チェコスロバキア、プラハ             | 1987年6月23日  | 7  |
| 6.05 m (19 ft 10 in)                   | セルゲイ・ブブカ               | ソビエト連邦   | チェコスロバキア、ブラチスラヴァ     | 1988年6月9日   | 8  |
| 6.06 m (19 ft 10+1⁄2 in)               | セルゲイ・ブブカ               | ソビエト連邦   | フランス、ニース                     | 1988年7月10日  | 9  |
| 6.07 m (19 ft 10+3⁄4 in)               | セルゲイ・ブブカ               | ソビエト連邦   | 日本、静岡市                         | 1991年5月6日   | 10 |
| 6.08 m (19 ft 11+1⁄4 in)               | セルゲイ・ブブカ               | ソビエト連邦   | ソビエト連邦、モスクワ               | 1991年6月9日   | 11 |
| 6.09 m (19 ft 11+3⁄4 in)               | セルゲイ・ブブカ               | ソビエト連邦   | イタリア、フォルミア                 | 1991年7月8日   | 12 |
| 6.10 m (20 ft 0 in)                    | セルゲイ・ブブカ               | ソビエト連邦   | スウェーデン、マルメ                 | 1991年8月5日   | 13 |
| 6.11 m (20 ft 1⁄2 in)                  | セルゲイ・ブブカ               | ウクライナ     | フランス、ディジョン                 | 1992年6月13日  | 14 |
| 6.12 m (20 ft 3⁄4 in)                  | セルゲイ・ブブカ               | ウクライナ     | イタリア、パドヴァ                   | 1992年8月30日  | 15 |
| 6.13 m (20 ft 1+1⁄4 in)                | セルゲイ・ブブカ               | ウクライナ     | 日本、東京                           | 1992年9月19日  | 16 |
| 6.14 m (20 ft 1+1⁄2 in) （高地で記録） | セルゲイ・ブブカ               | ウクライナ     | イタリア、セストリエーレ             | 1994年7月31日  | 17 |
| 6.16 m (20 ft 2+1⁄2 in) （屋内）       | ルノー・ラビレニ               | フランス       | ウクライナ、ドネツィク               | 2014年2月16日  | 1  |
| 6.17 m (20 ft 2+3⁄4 in) （屋内）       | アルマンド・デュプランティス   | スウェーデン   | ポーランド、トルン                   | 2020年2月8日   | 1  |
| 6.18 m (20 ft 3+1⁄4 in) （屋内）       | アルマンド・デュプランティス   | スウェーデン   | イギリス、グラスゴー                 | 2020年2月15日  | 2  |
| 6.19 m (20 ft 3+1⁄2 in) （屋内）       | アルマンド・デュプランティス   | スウェーデン   | セルビア、ベオグラード               | 2022年3月7日   | 3  |
| 6.20 m (20 ft 4 in) （屋内）           | アルマンド・デュプランティス   | スウェーデン   | セルビア、ベオグラード               | 2022年3月20日  | 4  |
| 6.21 m (20 ft 4+1⁄4 in)                | アルマンド・デュプランティス   | スウェーデン   | アメリカ合衆国、ユージーン           | 2022年7月24日  | 5  |
| 6.22 m (20 ft 4+3⁄4 in) （屋内）       | アルマンド・デュプランティス   | スウェーデン   | フランス、クレルモン＝フェラン       | 2023年2月25日  | 6  |
| 6.23 m (20 ft 5+1⁄4 in)                | アルマンド・デュプランティス   | スウェーデン   | アメリカ合衆国、ユージーン           | 2023年9月17日  | 7  |
| 6.24 m (20 ft 5+1⁄2 in)                | アルマンド・デュプランティス   | スウェーデン   | 中国、廈門市                         | 2024年4月20日  | 8  |
| 6.25 m (20 ft 6 in)                    | アルマンド・デュプランティス   | スウェーデン   | フランス、パリ                       | 2024年8月5日   | 9  |
| 6.26 m (20 ft 6+1⁄4 in)                | アルマンド・デュプランティス   | スウェーデン   | ポーランド、シレジア                 | 2024年8月25日  | 10 |
| 6.27 m (20 ft 6+3⁄4 in) （屋内）       | アルマンド・デュプランティス   | スウェーデン   | フランス、クレルモン＝フェラン       | 2025年2月28日  | 11 |
| 6.28 m (20 ft 7 in)                    | アルマンド・デュプランティス   | スウェーデン   | スウェーデン、ストックホルム         | 2025年6月15日  | 12 |
| 6.29 m (20 ft 7+1⁄2 in)                | アルマンド・デュプランティス   | スウェーデン   | ハンガリー、ブダペスト               | 2025年8月13日  | 13 |
| 注釈: 1. 2.                            |                                |                |                                      |                |    |